# Daïra de Meghila
La daïra de Meghila est une circonscription administrative de la wilaya de Tiaret. Son chef lieu est la commune éponyme de Meghila.

## Communes
- Meghila (chef-lieu)
- Sebt
- Sidi Hosni